# Carl Fried

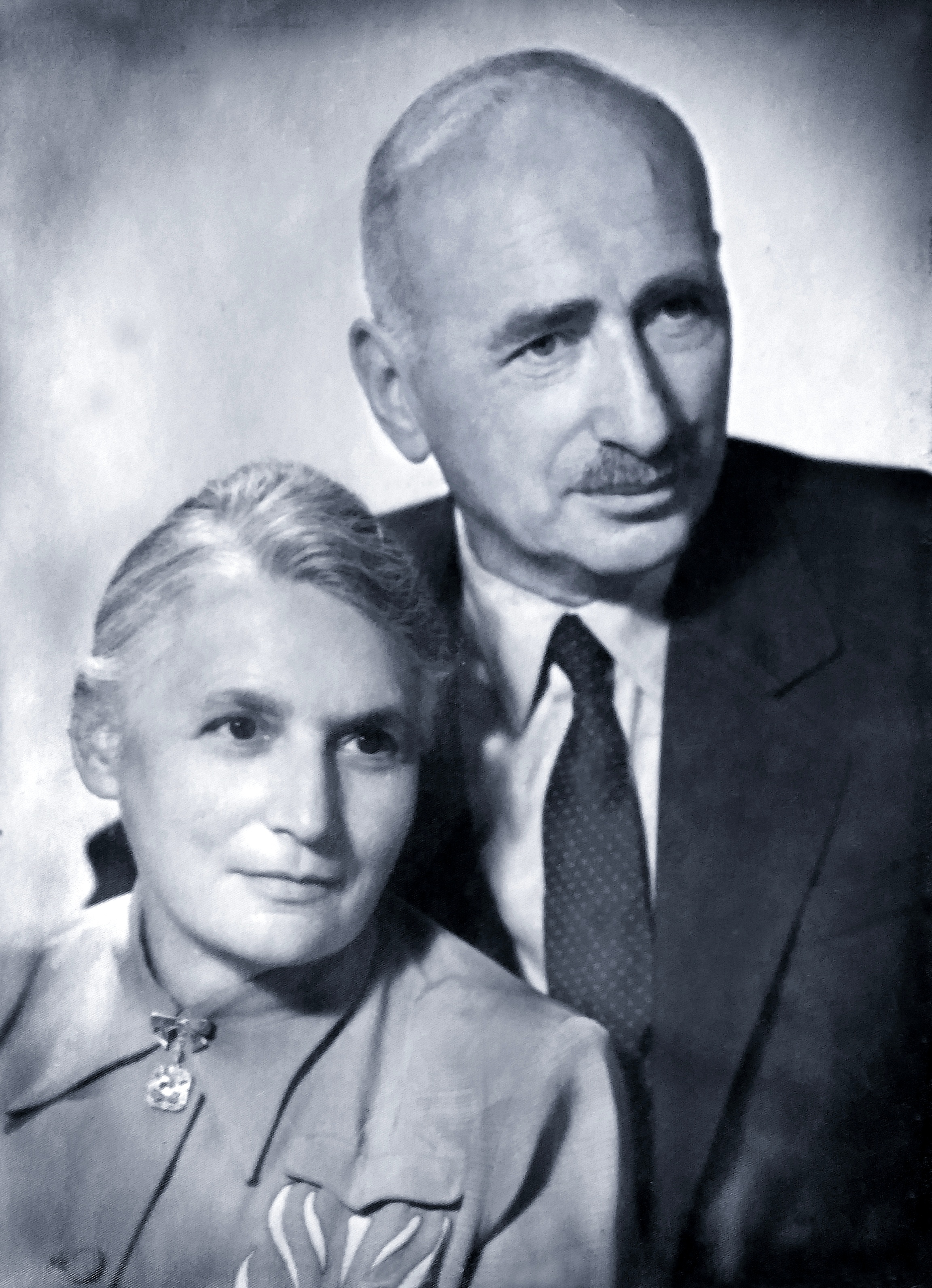
Dr. Carl Fried und Frau Emilie Gertrud (Trude) Fried. (Mit freundlicher Genehmigung ihrer Enkelinnen Sue Zurosky und Carla Chance)

Carl Fried, Carl Simon Fried (geboren 22. Juli 1889 in Bamberg, gestorben 2. Juni 1958 in São Paulo) war ein deutscher Arzt. Ab 1928/1929 war er Leiter der neu gegründeten Strahlentherapie am jüdischen Krankenhaus in Breslau.

## Leben

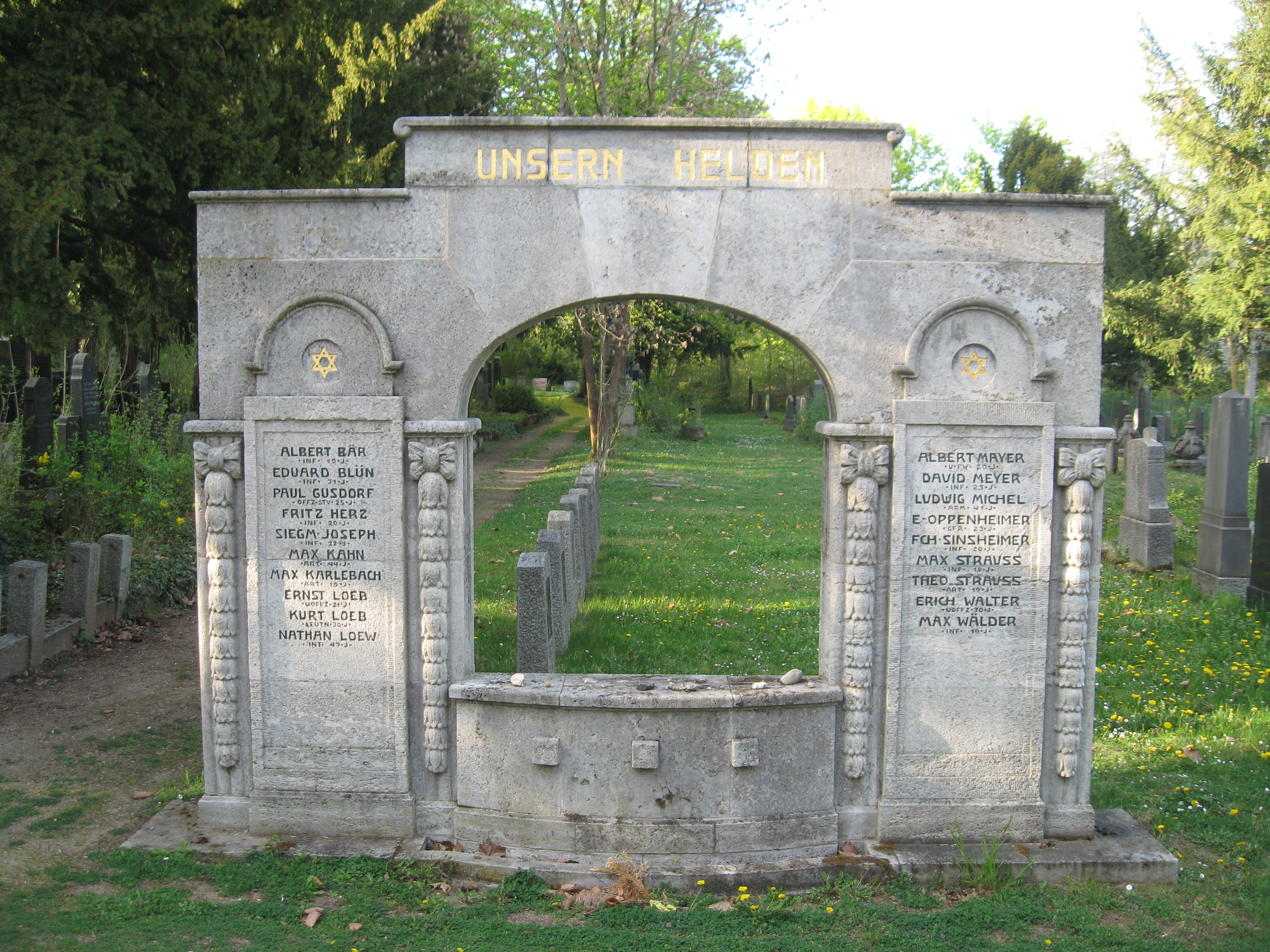
Kriegerdenkmal für die gefallenen Angehörigen der Israelitischen Wormser Gemeinde auf dem Neuen jüdischen Friedhof in Worms geht auf eine Initiative von Carl Fried zurück

Während des Ersten Weltkrieges war Carl Fried Feldarzt für das Deutsche Reich gewesen und wurde mehrfach für seine Tapferkeit ausgezeichnet. Nach dem Krieg wurde er 1920 vom Wormser Medizinprofessor Lothar Heidenhain eingestellt, der zu seinem Ideengeber und Förderer wurde. Beide gelten als Systematiker der Entzündungsbestrahlung mittels Röntgen.
1923 heiratete Carl Fried Emilie Gertrude Strauß, die aus Erbes-Büdesheim stammte, und mit ihr hatte er zwei Söhne, Rainer, Gustav und Robert.
Während seiner Zeit in Worms war er Vorsitzender der Ortsgruppe des Reichsbund jüdischer Frontsoldaten und organisierte eine Reihe von Veranstaltungen, darunter 1925 eine Feier anlässlich der fast zwei Jahrtausende bestehenden Verbundenheit der deutschen Juden mit unserem Vaterlande.
1928/29 nahm Fried die Leitung der neu gegründeten Strahlentherapie am jüdischen Krankenhaus in Breslau an. Natan Littauer aus den USA hatte diese Abteilung gestiftet und ließ sie nach Frieds Vorstellungen einrichten. Zusammen mit Berger entwickelte er 1930 die „Fried-Bergersche Tonne“, ein Bestrahlungsgerät. Nach den Novemberpogrome 1938 wurde er am 13. November im Krankenhaus verhaftet und ins KZ Buchenwald transportiert. Die Umstände dieser Verhaftung werden von Siegmund Hadda geschildert und wurden von Wolfgang G.H. Schmitt wiedergegeben. Im Dezember kam er wieder frei und konnte, unter bisher unbekannten Umständen, Deutschland verlassen und über New York nach São Paulo flüchten. Dort wurde er Leiter und Professor des Röntgen- und Radium-Instituts São Francisco de Assis.
Ebenso wie bereits in Worms war er weiterhin Mitglied der literarischen Herrenbundes Schlaraffia und widmete sich der Pflege deutscher Kultur und Dichtung. Eine Reihe seiner Gedichte wurde 1954 von B. A. Aust veröffentlicht. Enkel von Carl Fried sowie ein Enkel der Schwester seiner Frau Trude planen zusammen mit W.G.H.Schmitt die Veröffentlichung von ca. 130 Seiten der Gedichte von Fried.

## Werke

### Wissenschaft
- Über Röntgenbehandlung des Morbus Basedow. Deu. Zeitschr. Chirurgie 176 (1922); S. 254–271
- Ein Todesfall durch Darmruptur nach Röntgen-Tiefenbestrahlung. Strahlentherapie 10 (1923); S. 688–706
- zusammen mit Lothar Heidenhain:
  - Röntgenstrahlung und Entzündung. Archiv für klinische Chirurgie. 133 (1924); S. 624–665 (Vorgetragen Deu ges. Chirurgie 26. April 1924)
  - Röntgenstrahlen und Entzündung. Klinische Wochenschrift 3 (1924); S. 71–72
- Röntgenbehandlung entzündlicher Beckenerkrankungen in der Gynäkologie. Strahlentherapie (1925); S. 649–668
- Bakterizidie nach Röntgenbestrahlung. Strahlentherapie (1926); S. 56–72
- Die Röntgenbehandlung der akuten Entzündungen. Strahlentherapie (1927); S. 484–506
- Die Röntgenbestrahlung akuter und subakuter eitriger Entzündungen. Acta Radiol 9 (March 1928); S. 109–116
- Die Röntgentherapie des Erysipels. Strahlentherapie (1929); S. 674–681
- Ein neues Bestrahlungsgerät in Verbindung mit der Metalix-Therapieröhre. Strahlentherapie (1929); S. 160–168
- Die Röntgentherapie der Entzündungen drüsiger Organe. Strahlentherapie (1930); S. 162–169
- Die Röntgenbehandlung der chronischen Gelenkserkrankungen. Deu. Zeitschr. Chirurgie 227 (1930); S. 399–413
- Beitrag zur Bestrahlungsmethode nach Coutard 41 (1931); S. 750–754
- Zur Frage der Nachbestrahlung operierter Hirntumore. 2. Röntgenologischer Teil. Strahlentherapie (1937); S. 328–339
- Die artifizielle Pneumonie und ihre Bestrahlung. Experimentalarbeit zur Frage der Wirkung der Röntgenstrahlen auf Entzündungsgewebe. Strahlentherapie 58 (1937); S. 430
- The Roentgen Treatment of Experimental Pneumonia in the Guinea-Pig. Radiology 37 (1941); S. 197ff
- (Scientific Director of the São Francisco de Assis Radium Institute São Paulo, Brazil): The Roentgen Treatment of Experimental Pneumonia in the Guinea-Pig. Radiology 37 (1941)
- Roentgenotherapy in extrapulmonary tuberculosis. Resen Clin Cient. 19 (1950); S. 173–180
- Roentgen therapy of bone metastases following cancer of the breast; immediate and prognostic effects. Radiol Clin. 19 (1950)
- Present status of the fight against cancer. Rev Med Panama 19 (1950); S. 126–135
- Medical applications of radioactive isotopes. Resen Clin Cient. 21 (1952); S. 161–167
- Clinical and experimental results of roentgenotherapy of uveitis. Radiol Clin. 22 (1953); S. 167–184
- Radiotherapy of inflammation and antibiotics. Medizinische 27 (1953); S. 872–874
- Radiotherapy of thrombangitis obliterans and related disorders. Strahlentherapie. 91 (1953); S. 243–255

### Gedichte
- Zusammen mit Louise Bresslau-Hoff: Gedichte. Hrsg. von B. A. Aust, São Paulo 1961 (= Deutsche Dichtung in Brasilien, 1)